# Volo Gulf Air 771
Il volo Gulf Air 771 era un volo di linea operato dalla compagnia Gulf Air da Karachi ad Abu Dhabi. Il 23 settembre 1983, mentre il Boeing 737-2P6 era in avvicinamento all'aeroporto Internazionale di Abu Dhabi, esplose una bomba all'interno della stiva dell'aeromobile. L'aereo precipitò nel deserto nei pressi di Jebel Ali, provocando la morte di tutti i 107 i passeggeri e i 5 membri dell'equipaggio.

## L'aereo
Il velivolo coinvolto era un Boeing 737-200, marche A4O-BK, numero di serie 21734, numero di linea 566. Volò per la prima volta nell'aprile 1979 e venne consegnato alla Gulf Air lo stesso mese. Era equipaggiato con 2 motori turboventola Pratt & Whitney JT8D-15. Al momento dell'incidente, l'aereo aveva poco più di quattro anni.

## Passeggeri ed equipaggio
L'equipaggio in cabina era formato dal comandante Saoud Al Kindy e dal primo ufficiale Khazal Al Qadi.
Il comandante era omanita, mentre il primo ufficiale bahreinita. Due assistenti di volo provenivano dal Regno Unito, precisamente da Peterborough. I passeggeri erano invece filippini, indiani, pakistani e statunitensi.
C'erano 96 cittadini pakistani, molti dei quali stavano facendo ritorno ad Abu Dhabi e in Bahrein dopo aver trascorso la festività della Id al-adha con le loro famiglie in Pakistan. C'erano anche sette passeggeri dal Regno Unito, uno dagli Stati Uniti e uno dall'Iran.

## Esplosione
L'esplosione della bomba causò un incendio nel vano bagagli. Ciò nonostante, l'equipaggio ebbe il tempo di inviare un mayday. L'aereo si schiantò poi al suolo, provocando la morte di tutte le 112 persone a bordo.

## Le indagini
L'indagine venne condotta dal National Transportation Safety Board, che pubblicò una relazione di 400 pagine contenente i risultati dell'inchiesta. Tuttavia, questa non venne resa pubblica nella regione del Golfo Persico. Il rapporto fu pubblicato soltanto nel settembre 1987, sotto la pressione dei genitori di una hostess che era morta nell'incidente.
Il rapporto includeva una trascrizione del cockpit voice recorder, comprendente una preghiera del comandante effettuata nei momenti antecedenti l'impatto. Il rapporto certificava che a bordo non c'era nulla di insolito, le trascrizioni riportavano le chiacchierate dell'equipaggio. Uno chiese all'altro se fosse in servizio il giorno seguente, il quale rispose "no, domani ho il giorno libero". La registrazione si interruppe improvvisamente, per poi proseguire mostrando i tentativi disperati dei piloti di tenere sotto controllo l'aereo.
Il rapporto indicava come causa dell'incidente una bomba a bordo, dato che:
- Un passeggero aveva registrato il suo bagaglio a Caraci, tuttavia non era mai salito a bordo del velivolo.
- Le ferite dei passeggeri erano compatibili con un'esplosione.
- Si era verificato un evento improvviso e inaspettato, poiché fino a quel momento i parametri di volo erano stati regolari.

## Sviluppi successivi
La bomba sembrerebbe essere stata piazzata dal Consiglio rivoluzionario di al-Fath, fondato da Abu Nidal, allo scopo di costringere l'Arabia Saudita a pagare il racket a Nidal per evitare attacchi sul loro territorio.
Le autopsie eseguite sui corpi dei passeggeri stabilirono che la causa della morte era stata l'asfissia.
La compagnia aerea Gulf Air, nell'agosto 2017, riprese ad utilizzare il numero di volo 771. È stato assegnato ad un volo di linea tra Islamabad e Manama, e al 2023 è ancora in uso.